# Світ поліароматичних вуглеводнів

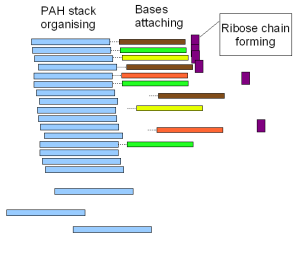
Синтез РНК з ПАВ

Світ поліароматичних вуглеводнів — одна з гіпотез хімічної еволюції, яка пояснює синтез молекул РНК з поліциклічних ароматичних вуглеводнів (ПАВ), які можливо, були широко представлені у первинному бульйоні ранньої Землі. Це одна з гіпотез походження світу РНК, що стало передумовою до виникнення життя на Землі.

## Історія
У 1952 році експеримент Міллера-Юрі показав, що синтез таких органічних сполук як амінокислоти, моносахариди та формальдегід можливий з вихідних неорганічних речовин, які, можливо, були присутні у первинному бульйоні. Фактично експеримент Міллера-Юрі став тестом гіпотези Опаріна-Холдейна про існування умов ранньої Землі, сприятливих для хімічних реакцій, продуктами яких могли стати органічні сполуки.
Дослідження властивостей РНК показало, що молекули РНК здатні до збереження, передачі та копіювання генетичної інформації. Пізніше було встановлено, що РНК також можуть проявляти і каталітичну активність. Такі РНК-молекули називаються рибозимами. Виявлення широкого спектра властивостей молекул РНК (зокрема, функція збереження, розмноження генетичної інформації та каталіз хімічних реакцій) наштовхнуло вчених до створення гіпотези світу РНК, яка була сформульована американським мікробіологом Карлом Воузом у 1968 році. Згідно з цією теорією асоціації молекул РНК згодом стали передумовою до створення сучасного ДНК-РНК-білкового життя, відокремленого мембраною. Гіпотеза світу РНК пізніше була розвинена Леслі Орджелом, а у 1986 році її остаточно сформулював лауреат Нобелівської премії з хімії Волтер Гілберт.
У гіпотези світу РНК є і чимало пропущених етапів. Наприклад, досі невідомо, як з'явилися перші РНК-молекули. У травні 2004 року Саймон Ніколас Платтс сформулював гіпотезу світу ПАВ, яка пояснює цей пропущений етап світу РНК. Через два роки, у 2006 році, група вчених Ehrenfreund та ін. дала більш широке та повне формулювання поданої ідеї.

## Поліциклічні ароматичні вуглеводні (ПАВ)
Поліциклічні ароматичні вуглеводні — органічні сполуки, для яких характерна наявність у хімічній структурі двох та більше конденсованих бензольних кілець. Поліароматичні вуглеводні досить широко розповсюджені у видимому Всесвіті і, можливо, були представлені у первинному бульйоні ранньої Землі. ПАВ разом з фулеренами (або бакіболами) були виявлені у галактичних туманностях. Астроном Летіція Стангеліні висунула гіпотезу про можливість зародження життя на Землі саме бакіболами.
У вересні 2012 року вчені NASA сповістили, що ПАВ, які потрапляють у міжзоряне середовище, модифікуються шляхом гідрування, оксигенації та гідроксилювання з утворенням більш складних органічних молекул. Можливо, це і є кроком до утворення нуклеотидів та амінокислот, що в подальшому призведе до появи ДНК-РНК-білкового життя. Шляхом цих модифікацій поліароматичні вуглеводні втрачають свої спектроскопічні властивості, що може бути одним із пояснень відсутності ПАВ у міжзоряному льоді.
Як правило, ПАВ досить погано розчиняються у морській воді. Але в результаті ультрафіолетового опромінення зовнішні атоми водню можуть бути заміненими на гідроксильні групи, що збільшує розчинність ПАВ у воді. Такі модифіковані ПАВ проявляють амфіфільні властивості, тобто мають як гідрофобну, так і гідрофільну частини. Такі властивості ПАВ дозволяють їм самоорганізовуватися подібно до ліпідів, які гідрофільними частинами обернені до молекул води, а гідрофобні частини повертають один до одного.

## Приєднання азотистих основ до каркаса із ПАВ
У самоорганізованих стеках (ансамблях) ПАВ відстань між сусідніми кільцями становить 0,34 нм. Цікаво, що саме на такі відстані розташовані суміжні азотисті основи у молекулах РНК та ДНК. Молекули меншого розміру природним чином будуть приєднуватися до кілець ПАВ.
Кільця ПАВ можуть обертатися один відносно іншого, що призводить до зіткнень приєднаних молекул до сусідніх кілець. Це призводить до специфічного зв'язування з плоскими молекулами, такими як піримідинові та пуринові азотисті основи. Це ключові компоненти молекул РНК та ДНК. Ці азотисті основи також проявляють амфіфільні властивості і можуть організовуватися у аналогічні стеки.

## Приєднання олігомерів
Згідно положень гіпотези світу ПАВ, після того, як до кілець поліароматичних сполук приєдналися азотисті основи, проміжок між основами став заповнюватися молекулами відповідного розміру. Ідеальним кандидатом для цього стали олігомери формальдегіду, які також були представлені у первинному бульйоні. Якщо приєднання азотистих основ відбувається за допомогою водневого зв'язку, то олігомери формальдегіді приєднується до азотистої основи ковалентним зв'язком.

## Від'єднання РНК-подібного ланцюга
Зміна умов на ранній Землі пізніше призвела до від'єднання від ПАВ РНК-подібних молекул. У результаті вулканічної активності відбулося короткочасне збільшення кислотності навколишнього середовища (вивільнення кислотних газів, оксиду сірки, вуглекислого газу), що, можливо стало причиною від'єднання азотистих основ від остову ПАВ, що призвело до формування РНК-подібної молекули. Але замість цукрофосфатного остову, у цих молекул був формальдегідний остов, але з таким же кроком у 0,34 нм.

## Гіпотеза появи рибозимів
Можливо, що первинні РНК-подібні молекули почали згортатися самі на себе шляхом комплементарного зв'язування між азотистими основами, що призвело до формування частково дволанцюгових РНК-подібних структур, які нагадують рибозими.
Згодом формальдегідні олігомери були замінені на більш стабільні цукрофосфатні молекули. Усі ці можливі сценарії стали передумовою до створення різноманітного РНК-світу, з якого виникло життя.